# Сени-Буа-Альбу
Сени́-Буа́-Альбу́ (фр. Cesny-Bois-Halbout) — коммуна во Франции, находится в регионе Нижняя Нормандия. Департамент коммуны — Кальвадос. Входит в состав кантона Тюри-Аркур. Округ коммуны — Кан.
Код INSEE коммуны — 14150.

## Население
Население коммуны на 2010 год составляло 644 человека.
| 1962 | 1968 | 1975 | 1982 | 1990 | 1999 | 2010 |
| ---- | ---- | ---- | ---- | ---- | ---- | ---- |
| 421  | 456  | 475  | 539  | 617  | 632  | 644  |

## Экономика
В 2010 году среди 344 человек трудоспособного возраста (15—64 лет) 245 были экономически активными, 99 — неактивными (показатель активности — 71,2 %, в 1999 году было 68,8 %). Из 245 активных жителей работали 216 человек (110 мужчин и 106 женщин), безработных было 29 (13 мужчин и 16 женщин). Среди 99 неактивных 35 человек были учениками или студентами, 38 — пенсионерами, 26 были неактивными по другим причинам.